# Ursula Brigitte Müller
Ursula Brigitte Müller (* 1957) ist eine deutsche Diplomatin. Seit Januar 2017 ist sie Beigeordnete Generalsekretärin für humanitäre Angelegenheiten und stellvertretende Nothilfekoordinatorin im Amt für die Koordinierung humanitärer Angelegenheiten (OCHA). Damit ist sie die gegenwärtig ranghöchste deutsche Mitarbeiterin innerhalb des UN-Systems.
Das Magazin Politik & Kommunikation zählt sie zu den 44 einflussreichsten Deutschen auf internationaler Ebene.

## Leben
Ursula Müller studierte Volkswirtschaft und ist Volkswirtin. Sie koordinierte als Leiterin und Sonderbeauftragte die Aktivitäten des Auswärtigen Amtes in Reaktion auf die weltweite Wirtschafts- und Finanzkrise. Müller leitete auch den Arbeitsstab Humanitäre Hilfe im Auswärtigen Amt in der Abteilung „Vereinte Nationen und Globale Fragen“. An der Deutschen Botschaft in Tansania war sie als Sonderbeauftragte eingesetzt. Anschließend arbeitete sie an der Deutschen Botschaft in Kabul. 1995 wurde sie zur Frauenbeauftragten im Auswärtigen Amt gewählt. Von 2001 bis 2006 war sie stellvertretende Leiterin der Politischen Abteilung an der Deutschen Botschaft Washington.
Im Auswärtigen Amt war sie stellvertretende Abteilungsleiterin für „Wirtschaft und nachhaltige Entwicklung“ und kümmerte sich um die Schnittstelle zwischen Diplomatie und Entwicklungszusammenarbeit. Daneben war Ursula Müller sechs Jahre Gleichstellungsbeauftragte des Auswärtigen Amtes.
Von 2012 bis 2014 war Müller Abteilungsleiterin für „Grundsatzfragen der Entwicklungszusammenarbeit“ im Bundesministerium für wirtschaftliche Zusammenarbeit und Entwicklung. In ihrer Position als Abteilungsleiterin weigerte sich Müller, einer Mitarbeiterin nachträglich ein schlechteres Arbeitszeugnis auszustellen, um dem Freund von Minister Gerd Müller, Gunther Beger, Vorteile zu verschaffen. Staatssekretär Friedrich Kitschelt soll Müller stark bedrängt haben, entsprechend zu handeln. Als sich Ursula Müller weigerte und sich direkt an Minister Gerd Müller wandte, wurde sie nach Washington versetzt und Beger wie geplant zwei Stufen befördert.
Von 2014 bis Ende 2016 war sie als Exekutivdirektorin bei der Weltbankgruppe tätig und vertrat dort die Bundesrepublik Deutschland.

## Veröffentlichungen
- 2000: Gewandt, geschickt und abgesandt : Frauen im diplomatischen Dienst, Olzog, München, ISBN 3-7892-8041-0 (Herausgeberin, zusammen mit Christiane Scheidemann)